# ディフェンダー (駆逐艦・2代)
| 画像をアップロード | |
| 艦歴               | |
| 発注               | 1931年2月2日 |
| 起工               | 1931年6月22日 |
| 進水               | 1932年4月7日 |
| 就役               | 1932年10月31日 |
| その後             | 1941年7月11日に戦没 |
| 除籍               | |
| 性能諸元           | |
| 排水量             | 1,920トン |
| 全長               | 100.3m |
| 全幅               | 10.1m |
| 吃水               | 3.8m |
| 機関               | アドミラリティ・ボイラー 3缶 パーソンズ式蒸気タービン2基 2軸推進、36,000shp(27,000 kW)                                                                      |
| 速力               | 36ノット |
| 航続距離           | 15ノットで5,870海里 |
| 乗員               | 145名 |
| 兵装               | 119mm(4.7in) Mark IX 単装砲 4門 76.2mm(3in)対空砲 1門 QF 2ポンド Mk.II 対空砲 2門 533mm（21in)4連装魚雷発射管 2基 爆雷 20発 爆雷投射機 2基 爆雷投下軌条 1軌 |

ディフェンダー (HMS Defender, H07) は、イギリス海軍の駆逐艦。D級。

## 艦歴
1930年の海軍計画で1931年2月2日に発注、バロー・イン・ファーネスのヴィッカース・アームストロング社の造船所で1931年6月22日に起工。1932年4月7日進水。1932年10月31日に竣工し、砲、弾薬、通信設備といった海軍本部が供給するものを除いた建造費用は22万3979ポンドであった。「ディフェンダー」は最初は地中海の第1駆逐群に配属され、1933年9月から11月にはペルシャ湾と紅海に派遣された。 
1934年9月3日から10月23日まで、中国艦隊の第8（後に第21）駆逐群での活動のための整備を行い、1935年1月に香港に到着。アビシニア危機の際は1935年11月から1936年6月まで紅海で地中海艦隊に加えられており、中国艦隊に戻る一月前には東アフリカの港を訪問した。
第二次世界大戦が始まると「ディフェンダー」は地中海艦隊に配属され、1939年9月19日にアレクサンドリアに着いた。「ディフェンダー」は1940年1月にジブラルタルに移るまで禁制品の取締りに従事した。ポルトガル沿岸の巡回を行った後2月中旬にはフリータウンに移りアフリカ西岸での船団護衛にあたった。4月、「ディフェンダー」はジブラルタルに戻った。途中軽巡洋艦「ネプチューン」を護衛し、1940年4月23日にジブラルタルに到着。翌月、地中海艦隊の第10駆逐群に加わった。5月12日から17日まで、紅海を通って中東へオーストラリアおよびニュージーランド兵を運ぶUS2船団を護衛。
6月27日に駆逐艦「デインティ」、「アイレクス」、「デコイ」、「ヴォイジャー」とともにアレクサンドリアから出撃。同日、クレタ島南東沖で浮上中の潜水艦が発見され、潜航したその潜水艦に対して「ディフェンダー」、「アイレクス」、「デインティ」、「デコイ」が爆雷攻撃を実施。損傷し浮上した潜水艦は降伏した。その潜水艦はイタリアの「コンソーレ・ジェネラーレ・リウッツィ」で、乗員の収容後「デインティ」により沈められた。また、6月29日、浮上中のイタリア潜水艦「ウエビ・セベリ」が発見され、潜航した「ウエビ・セベリ」は「ディフェンダー」、「アイレクス」、「ヴォイジャー」の爆雷攻撃により浮上。生存者の救助後、「デインティ」により沈められた。6月30日、アレクサンドリアに帰投。
7月9日、カラブリア沖海戦に参加。7月末、駆逐艦「デインティ」、「ダイアモンド」、「スチュアート」、軽巡洋艦「ケープタウン」、「リヴァプール」とともにエジプトからエーゲ海沿岸の港へ向かうAN2船団を護衛。
11月6日、MB8作戦の一部としてエジプトからマルタへ向かうMW3船団とマルタから出発するME3船団の間接護衛を行う地中海艦隊の主力艦を駆逐艦「デコイ」、「ヘイスティ」、「ハヴォック」、「ヘレワード」、「ヒーロー」、「ハイペリオン」、「アイレクス」、「ジャーヴィス」、「モホーク」、「ヌビアン」とともに護衛。11月末のカラー作戦では「ディフェンダー」は他の駆逐艦4隻および防空巡洋艦「コヴェントリー」とともにアレクサンドリアから出撃し、ジブラルタルから来る船団との合流に向かった。11月26日にマルタ到着後、D部隊の戦艦「ラミリーズ」、重巡洋艦「ベリック」、軽巡洋艦「ニューカッスル」と合流し、ジブラルタルから来るH部隊と合流するため出港した。翌日、イギリス軍の合流後にイタリア艦隊との間でスパルティヴェント岬沖海戦が生起した。
1941年1月7日、MC4作戦で防空巡洋艦「カルカッタ」、駆逐艦「ダイアモンド」とともにアレクサンドリアからマルタまでMW5船団を護衛した。2月9日から3月19日までマルタで修理を行い、3月27日から29日にマタパン岬沖海戦に参加。ギリシャからの撤退作戦、デーモン作戦では4月29、30日にクレタ島スダ湾からアレクサンドリアまでGA15船団を護衛。クレタ島の東のカソ海峡通過中の夜にイタリア駆逐艦1隻と水雷艇2隻が船団を攻撃したが護衛部隊により阻止され、損害は出なかった。翌月、「ディフェンダー」はクレタ島からエジプトへの部隊の脱出を援護した。
6月10日、ヴィシーフランス側のシリアおよびレバノンへの侵攻作戦（エクスポーター作戦）を支援する海軍部隊への増援として「ディフェンダー」と第10駆逐群の他の駆逐艦3隻はレバノン沖に到着した。だが、シリア・レバノン沖での活動中に「ディフェンダー」が戦闘に参加することは無かった。同月末から「ディフェンダー」はトブルクへ行き来する船団の護衛をはじめ、6月29日に駆逐艦「ウォーターヘン」がトブルク沖で急降下爆撃機に攻撃により大破すると「ウォーターヘン」を曳航したが、「ウォーターヘン」は翌日沈没した。
1941年7月11日、「ディフェンダー」は駆逐艦「ヴェンデッタ」とともにトブルクからの帰投途中にあった。夜明け前、沿岸に沿って偵察飛行中であった1機のJu 88爆撃機による攻撃を受けた。爆弾は「ディフェンダー」の機関室前方の真下で爆発。衝撃により艦後部が破壊され、機関室に浸水したが、乗員や乗艦者に死傷者は出なかった。「ディフェンダー」には最小限の人員のみが残り「ヴェンデッタ」により曳航されたが、「ディフェンダー」が崩壊し始めたため約5時間後にシディ・バラニ沖で「ヴェンデッタ」の砲撃および魚雷1本により沈められた。